# Carl Düvel
Carl Düvel (* 31. März 1914 in Holzminden; † 7. März 1998 in Westerstede) war der vorletzte Präsident der Braunschweigischen Staatsbank. Er gilt als geistiger Vater der Fusion der Staatsbank mit drei anderen öffentlich-rechtlichen Kreditinstituten mit Sitz in Hannover, die Mitte 1970 zur Gründung der Norddeutschen Landesbank (NORD/LB) führte. Nach Darstellung der Zeitung Die Zeit war er designierter Vorstandsvorsitzender des neuen Instituts, trat jedoch von seinem Amt als Staatsbankpräsident 1969 wegen Differenzen mit der Sparkassenorganisation zurück. Interimistisch wurde der Präsident des Niedersächsischen Verwaltungsbezirks Braunschweig Willi Thiele letzter Staatsbankpräsident.
Pressemeldungen zufolge fungierte Düvel, dessen Vertrag noch bis Ende 1969 lief, bereits seit Sommer dieses Jahres als Vorstandsmitglied der Allianz Lebensversicherungs-AG. Besondere Brisanz erhielt diese Tatsache dadurch, dass die Versicherung von der Staatsbank die Hälfte ihrer Anteile am Rollei-Unternehmen kaufen sollte, ein Interessenkonflikt bei Düvel also nahelag.

## Leben
Über das Leben Düvels ist wenig bekannt. Er war promovierter Jurist (Promotion 1939: Das Verlöbnis im deutschen Internationalen Privatrecht) und von 1944 bis 1945 Landrat des Landkreises Uelzen. Er war auch Prokurist bei den Reichswerken Hermann Göring, hatte eine Mittelmeerwerft GmbH in Berlin geleitet und von 1952 bis 1956 bei der Rheinischen Girozentrale und Provinzialbank gearbeitet. Danach wechselte er zur Staatsbank, wurde Mitglied des Direktoriums und 1967 Staatsbankpräsident.
Von 1968 bis 1970 war er Vorsitzender des Braunschweigischen Geschichtsvereins.
Nach seinem Tod wurde 2001 die Stiftung bürgerlichen Rechts Carl- und Lieselotte-Düvel-Stiftung in Westerstede errichtet. Der Sohn des Ehepaares, Carl-Wilhelm Düvel, ist Stiftungsvorstand.

## Schriften (Auswahl)
- Das Verlöbnis im deutschen Internationalen Privatrecht. Jänecke, Hannover 1939, OCLC 34036057 (Dissertation an der Universität Göttingen).
- Rechtfertigung und Grenzen kommunaler Schuldaufnahme. In: Der Langfristige Kredit. November 1957, S. 375 ff.
- Im Vorfeld der Entscheidung. Beiträge zur Wettbewerbsdebatte im Kreditwesen. Deutscher Sparkassenverlag, Stuttgart 1960, OCLC 632712622.
- Die Wettbewerbsgrundlagen in der Kreditwirtschaft. In: Sparkasse. 78. Jg. Bonn 1961, OCLC 840048189.
- Das öffentliche Element im Kreditwesen. Vortrag auf der Verbandversammlung des Rheinischen Sparkassen- und Giroverbandes am 24/25.6.1963 in Duisburg. Deutscher Sparkassenverlag, Stuttgart 1963, OCLC 315162419.